# Iñigo Urkullu

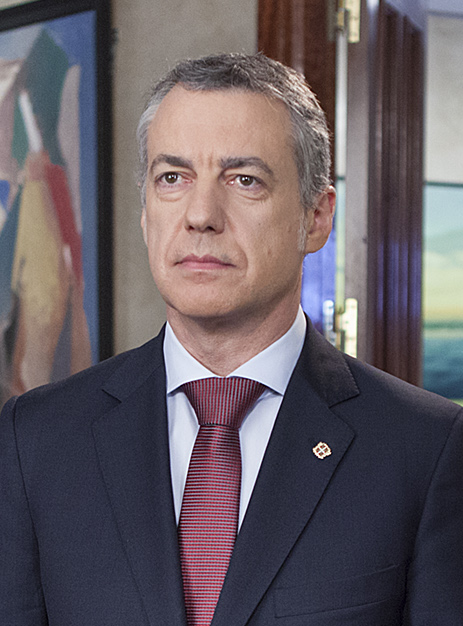
Iñigo Urkullu

Íñigo Urkullu Renteria (* 18. September 1961 in Alonsotegi) ist ein spanischer Politiker. Er gehört der Baskisch-nationalistischen Partei Eusko Alderdi Jeltzalea-Partido Nacionalista Vasco (EAJ – PNV) an und war von 2012 bis 2024 der Lehendakari (Präsident) der Autonomen Gemeinschaft Baskenland.

## Laufbahn
Urkullu absolvierte ein Lehramtsstudium, spezialisiert auf baskische Sprache, an der Universität Deusto. Mitglied der Partei EAJ – PNV  ist er seit dem Jahr 1996. Er war Vorsitzender der EAJ – PNV von 2008 bis 2013, als er von Andoni Ortuzar abgelöst wurde, da die Parteiregeln es nicht erlauben, dass ein Lehendakari gleichzeitig Vorsitzender der Partei ist.
Inmitten der Katalonien-Krise 2017/18 versuchte Urkullu, zwischen der spanischen und der katalanischen Regierung zu vermitteln, um die Unabhängigkeitserklärung und die Anwendung des Artikels 155 zu vermeiden, aber diese Versuche scheiterten. Er trat als Zeuge im Prozess gegen die katalanischen Unabhängigkeitsführer am 28. Februar 2019 auf.
Er war von 2013 bis 2024 Mitglied im Europäischen Ausschuss der Regionen.